# Partit Socialista d'Ucraïna
El Partit Socialista d'Ucraïna (ucraïnès Соціалістична Партія України/Sotsialistychna Partiya Ukrainy, SPU) és un partit polític socialista d'Ucraïna. És un dels partits més antics, ja que fou registrat a finals de 1991, així que es va dissoldre el Partit Comunista. Inicialment era un partit amb una orientació quasi-comunista, però s'ha convertit en un partit d'esquerra en sentit europeu. A les eleccions al Parlament d'Ucraïna de 2002 el partit va obtenir el 6,9% del vot popular, i 24 dels 450 escons a la Rada Suprema d'Ucraïna. El seu candidat per a les eleccions presidencials ucraïneses de 1999, Oleksandr Moroz, va quedar en tercer lloc, amb 11,3% dels vots en la primera ronda. Oleksander Moroz també va participar en les eleccions presidencials ucraïneses de 2004, i en la primera ronda novement quedà en tercer lloc, amb el 5,82% del vots, i posteriorment recomanà votar Víktor Iúsxenko en la segona volta.

## Eleccions de 2006
A les eleccions al Parlament d'Ucraïna de 2006 va rebre el 5,67% dels vots, assegurant 33 escons al Parlament. S'esperava que el partit participés en la formació d'una coalició de govern amb el Bloc Iúlia Timoixenko i la Nostra Ucraïna, però després de tres mesos de negociacions no es va arribar a un acord perquè la Nostra Ucraïna no acceptava el nomenament de Moroz com a president de la Rada.
Davant la crisi constitucional potencial el Partit Socialista va acordar la formació d'una "coalició anti crisi" amb el Partit de les Regions i el Partit Comunista d'Ucraïna després de l'elecció d'Oleksander Moroz com a President del Parlament el juliol de 2006. Es formà un govern de coalició presidit per Víktor Ianukòvitx com a primer ministre d'Ucraïna.

## Eleccions de 2007
A les eleccions al Parlament d'Ucraïna de 2007 el seu es va ensorrar, ja que no assolí el percentatge mínim del 3% per a assolir representació parlamentària (només el 2,86%) i es va quedar sense representació. Tot i els mals resultats, pensen presentar Oleksander Moroz com a candidat a les eleccions presidencials ucraïneses de 2010.
| Resultats del PSU per regions a les eleccions de 2006 | Resultats del PSU per regions a les eleccions de 2007 |

## Resultats electorals
| 2002 | Parlament |           | 6,9  | 24 |
| 2004 | President | 1.632.098 | 5,82 | -  |
| 2006 | Parlament | 1.444.224 | 5,69 | 33 |
| 2007 | Parlament | 668.185   | 2,86 | 0  |
| 2010 | President | 95.169    | 0,38 | -  |